# Última Ceia na arte cristã

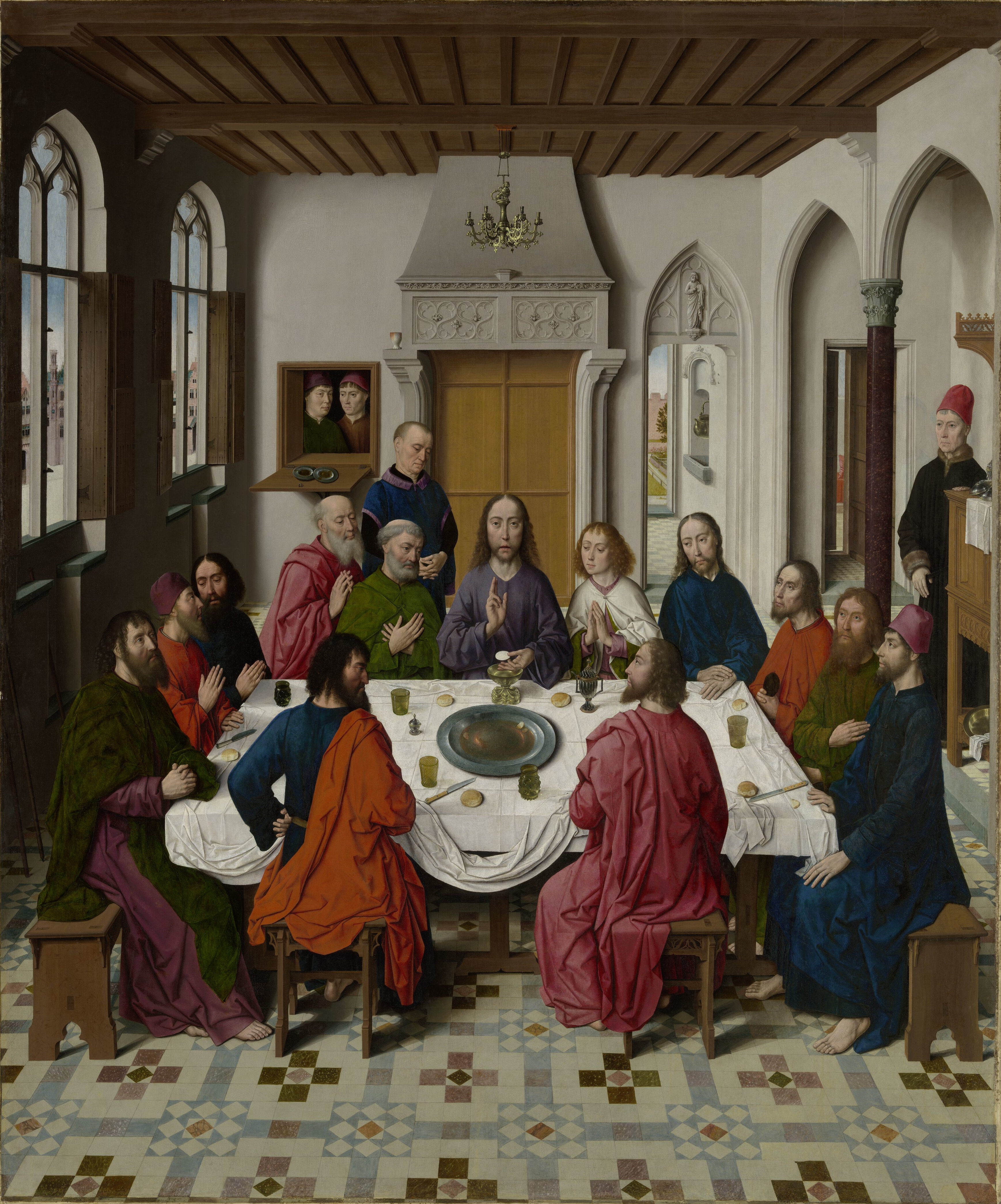
Últimma Ceia de Dieric Bouts, 1464-1467

A Última Ceia de Jesus Cristo e dos Doze Apóstolos tem sido um assunto popular na arte cristã, muitas vezes como parte de um ciclo que mostra a Vida de Cristo. Representações da Última Ceia na arte cristã remontam ao cristianismo primitivo e podem ser vistas nas Catacumbas de Roma.
A Última Ceia foi retratada tanto nas Igrejas Orientais quanto nas Ocidentais. No Renascimento, era um assunto recorrente na arte italiana. Foi também um dos poucos assuntos a serem continuados nos retábulos luteranos por algumas décadas após a Reforma Protestante.
Há duas cenas principais mostradas nas representações da Última Ceia: o anúncio dramático da traição de Jesus e a instituição da Eucaristia. Após a refeição, as outras cenas de Jesus lavando os pés de seus apóstolos e a despedida de Jesus de seus discípulos também são às vezes retratadas.

## Contexto
A mais antiga referência escrita conhecida à Última Ceia está na Primeira Epístola de Paulo aos Coríntios (11:23-26), que data de meados do século I, entre 54-55 d.C.. A Última Ceia foi provavelmente uma releitura dos eventos da última refeição de Jesus entre a comunidade cristã primitiva, e tornou-se um ritual que se referia a essa refeição.

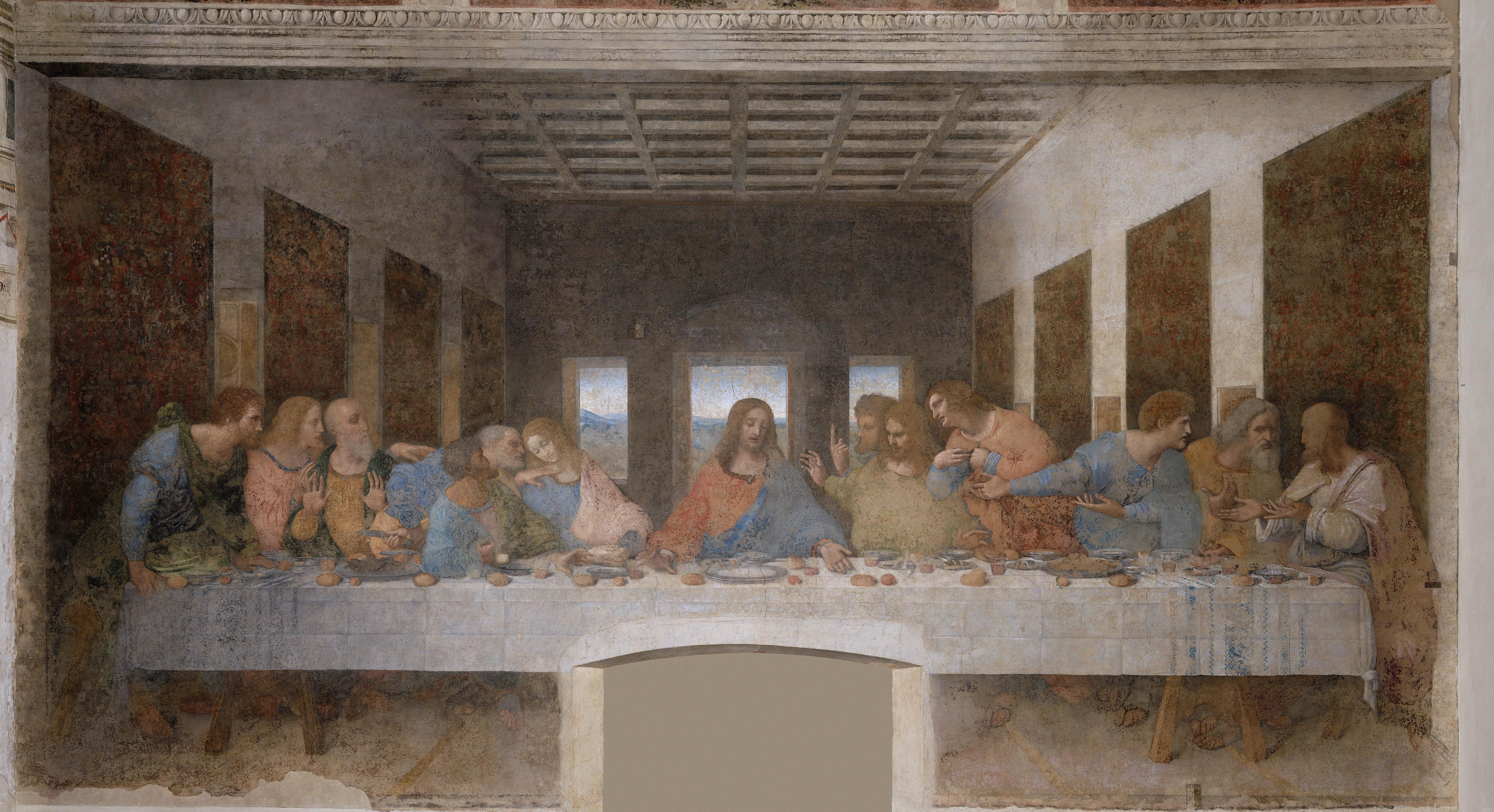
Afresco de A Última Ceia, provavelmente a representação mais conhecida da Última Ceia.
1498. Por Leonardo da Vinci, no Convento de Santa Maria delle Grazie, em Milão.

As primeiras representações de tais refeições ocorrem nos afrescos das Catacumbas de Roma, onde figuras são reclinadas em torno de mesas semicirculares. Apesar do assentimento quase unânime sobre a historicidade das evidências, um estudioso comenta que "O motivo da Última Ceia não aparece nem entre as pinturas das catacumbas nem entre as esculturas em sarcófagos ... Os poucos afrescos nas catacumbas representando uma refeição na qual Cristo e alguns dos discípulos participam não mostram a Última Ceia, mas se referem à refeição futura prometida pelo Cristo exaltado em seu reino celestial", considerando a representação do sujeito como começando no século VI.
Um caso mais claro é o mosaico na Basílica de Santo Apolinário Novo, Itália, onde uma cena de refeição semelhante faz parte de um ciclo que retrata a vida de Jesus e envolve uma representação clara dele e de seus discípulos. Os artistas bizantinos às vezes usavam mesas semicirculares em suas representações, mas eles se concentravam na Comunhão dos Apóstolos com mais frequência do que nas figuras reclinadas fazendo uma refeição.
No Renascimento, a Última Ceia era um assunto popular na arte italiana, especialmente nos refeitórios dos mosteiros. Essas representações tipicamente retratavam as reações dos discípulos ao anúncio da traição de Jesus. A maioria das representações italianas usa uma mesa oblonga, em vez de uma semicircular, e Judas às vezes é mostrado por ele mesmo, segurando sua bolsa de dinheiro.
Com uma mesa oblonga, o artista teve que decidir se mostraria os apóstolos de ambos os lados, com alguns vistos por trás, ou todos de um lado da mesa de frente para o espectador.  Às vezes, apenas Judas Iscariotes está do lado mais próximo do espectador, permitindo que a bolsa seja vista. A colocação em ambos os lados era ainda mais complicada quando os halos eram obrigatórios: o halo deveria ser colocado como se estivesse na frente dos rostos dos apóstolos voltados para trás ou como se estivesse fixado na parte de trás de suas cabeças, obscurecendo a vista? Duccio, ousadamente para a época, omite as auréolas dos apóstolos mais próximos do espectador. À medida que os artistas se interessavam cada vez mais pelo realismo e pela representação do espaço, um cenário interior de três lados tornou-se mais claramente mostrado e elaborado, às vezes com uma vista paisagística atrás, como nas pinturas de parede de Leonardo da Vinci e Perugino. Artistas que mostravam a cena em um teto ou em uma escultura em relevo tinham mais dificuldades em elaborar uma composição.

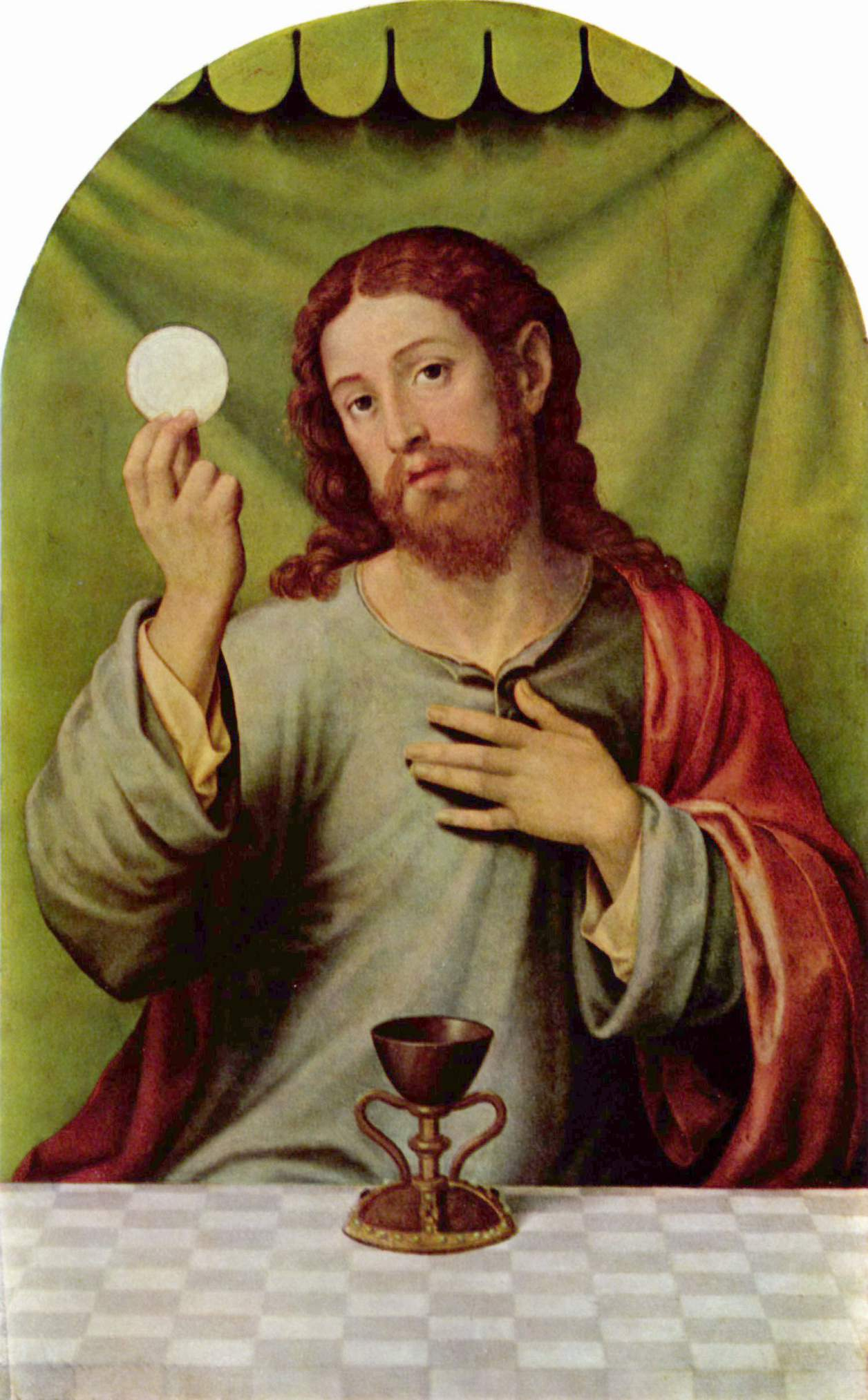
Jesus com a Eucaristia (detalhe), de Juan de Juanes, século XVI

Normalmente, os únicos apóstolos facilmente identificáveis são Judas Iscariotes, muitas vezes com sua bolsa contendo trinta peças de prata visíveis, São João Evangelista, normalmente colocado no lado direito de Jesus, geralmente "reclinado no seio de Jesus" como diz seu Evangelho, ou mesmo dormindo, e São Pedro à esquerda de Jesus. A comida na mesa muitas vezes inclui um cordeiro pascal; nas versões Antiguidade Tardia e Bizantina o peixe era o prato principal. Em obras posteriores, o pão pode tornar-se mais como uma Hóstia, e mais comida, alimentação e figuras de servidores aparecem.

## Cenas Principais
Existem dois episódios ou momentos principais retratados nas cenas da Última Ceia, cada um com variantes específicas. Há também outras cenas, menos frequentemente retratadas, como o lava-pés dos discípulos.

### A Traição
O primeiro episódio, muito mais comum na arte medieval ocidental,[13] é o momento dramático e dinâmico do anúncio de Jesus de sua traição. Nisto, as várias reações produzidas pelos Apóstolos e as representações de suas emoções fornecem um rico assunto para exploração artística, seguindo o texto do capítulo 13 do Evangelho de São João (21-29):
21 Tendo dito isso, Jesus perturbou-se interiormente e declarou: ¨Em verdade, em verdade, vos digo: um de vós me entregará¨.
22 Os discípulos entreolharam-se, sem saber de quem falava.
23 Estava à mesa, ao lado de Jesus, um de seus discípulos, aquele que Jesus amava.
24 Simão Pedro faz-lhe, então, um sinal e diz-lhe: ¨Pergunta-lhe quem é aquele de que fala¨.
25 Ele, então, reclinando-se sobre o peito de Jesus, diz-lhe: ¨Quem é, Senhor?¨
26 Respondeu Jesus: ¨É aquele a quem eu der o pão que vou umedecer no molho¨. Tendo umedecido o pão, ele o toma e dá a Judas, filho de Simão Iscariotes.
27 Depois do pão, entrou nele Satanás. Jesus lhe diz: ¨Faze depressa o que estás fazendo¨.
28 Nenhum dos que estavam à mesa compreendeu por que lhe dissera isso.
29 Como era Judas quem guardava a bolsa comum, alguns pensavam que Jesus lhe dissera: ¨Compra o necessário para a festa¨, ou que desse algo aos pobres.

30 Tomando, então, o pedaço de pão, Judas saiu imediatamente. Era noite.
Especialmente nas representações orientais, Judas só pode ser identificável porque ele está estendendo a mão para o alimento, como os outros apóstolos sentam-se com as mãos fora de vista, ou porque ele não tem uma auréola. No Ocidente, ele costuma ter cabelos ruivos. Às vezes, Judas pega a sopa em sua boca diretamente da mão de Jesus, e quando ele é mostrado comendo-a, um pequeno diabo pode ser mostrado ao lado ou sobre ela. A cena da traição também pode ser combinada com os outros episódios da refeição, às vezes com uma segunda figura de Cristo lavando os pés de Pedro.

### A Eucaristia
A segunda cena mostra a instituição da Eucaristia, que pode ser mostrada como o momento da consagração do pão e do vinho, com todos ainda sentados, ou sua distribuição na primeira Comunhão, tecnicamente conhecida na história da arte como a Comunhão dos Apóstolos (embora nas representações colocadas à mesa a distinção muitas vezes não seja feita),  o que é comum em representações muito antigas e em toda a arte bizantina, e no |Ocidente reaparece a partir do século XIV. As representações de ambas as cenas são geralmente solenes e místicas; neste último, Jesus pode estar de pé e entregar o pão e o vinho da comunhão a cada apóstolo, como um sacerdote dando o sacramento da Santa Comunhão. Nas representações ortodoxas primitivas e orientais, os apóstolos podem fazer fila para recebê-lo, como se estivessem em uma igreja, com Jesus em pé sob ou ao lado de um cibório, a pequena estrutura aberta sobre o altar, que era muito mais comum nas igrejas medievais. Um exemplo deste tipo está em mosaico na abside da Catedral de Santa Sofia, em Kiev, sob uma Virgem muito grande.

Representações da Eucaristia
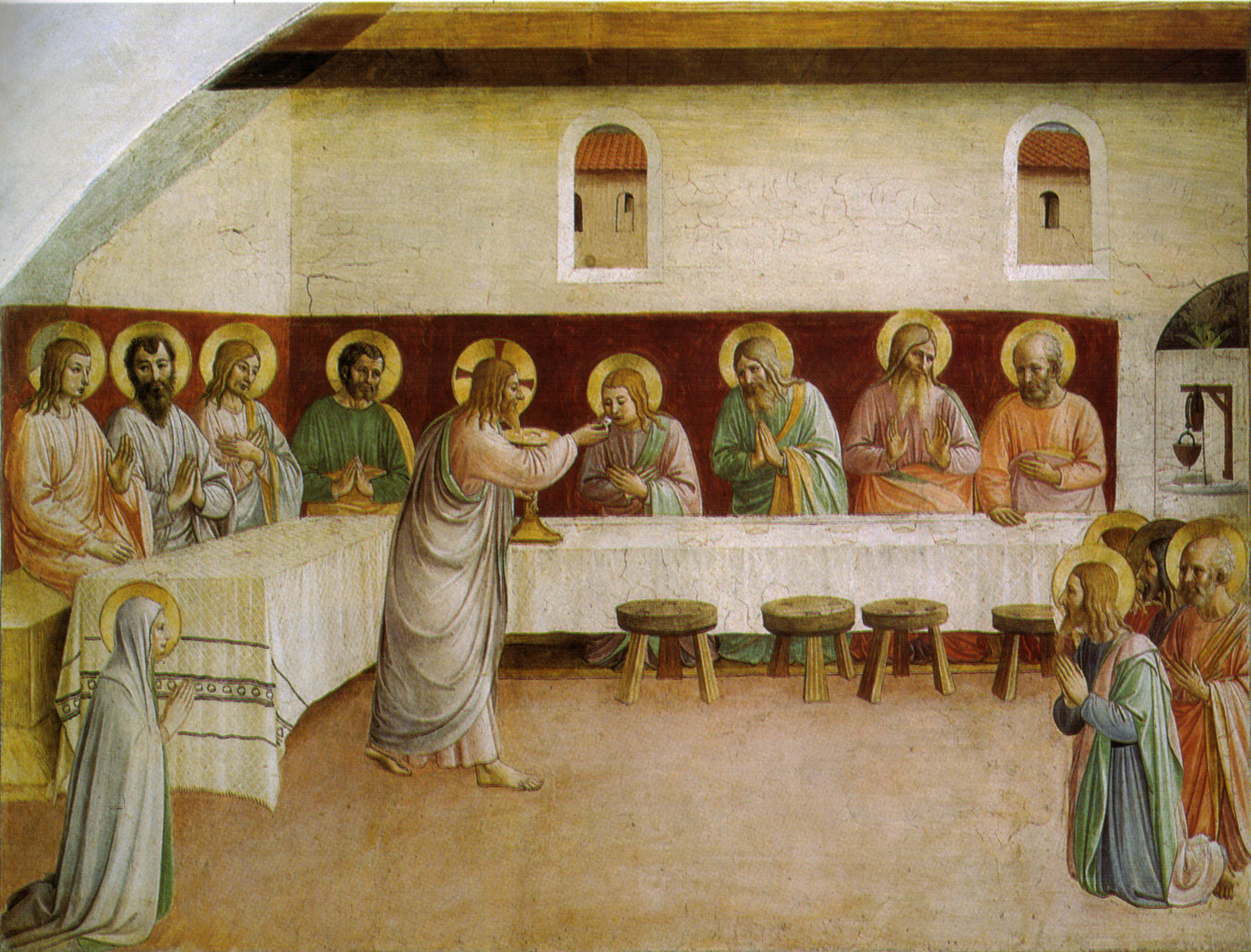
Comunhão dos Apóstolos, Fra Angelico, 1440–41
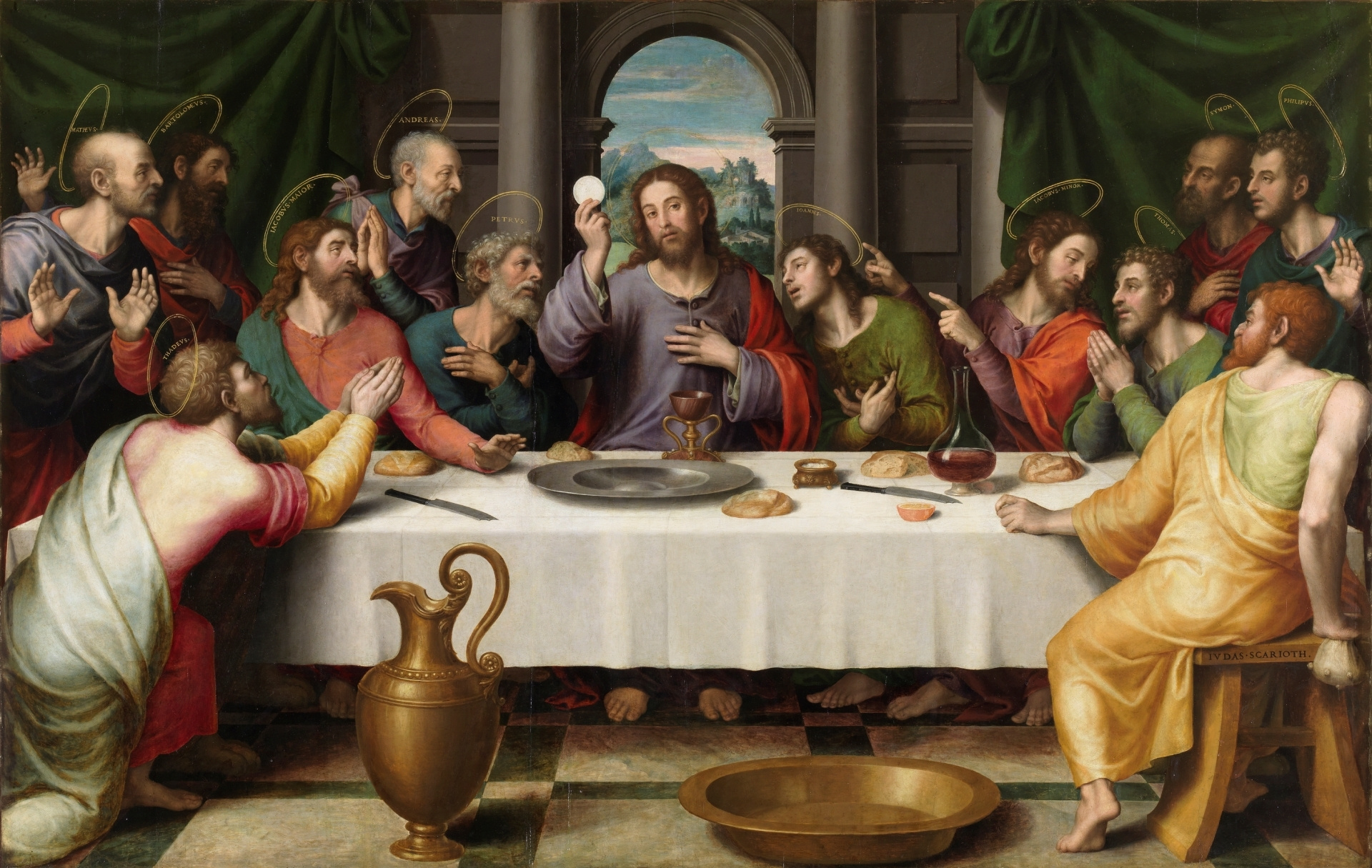
A Primeira Eucaristia, Juan de Juanes, século XVI
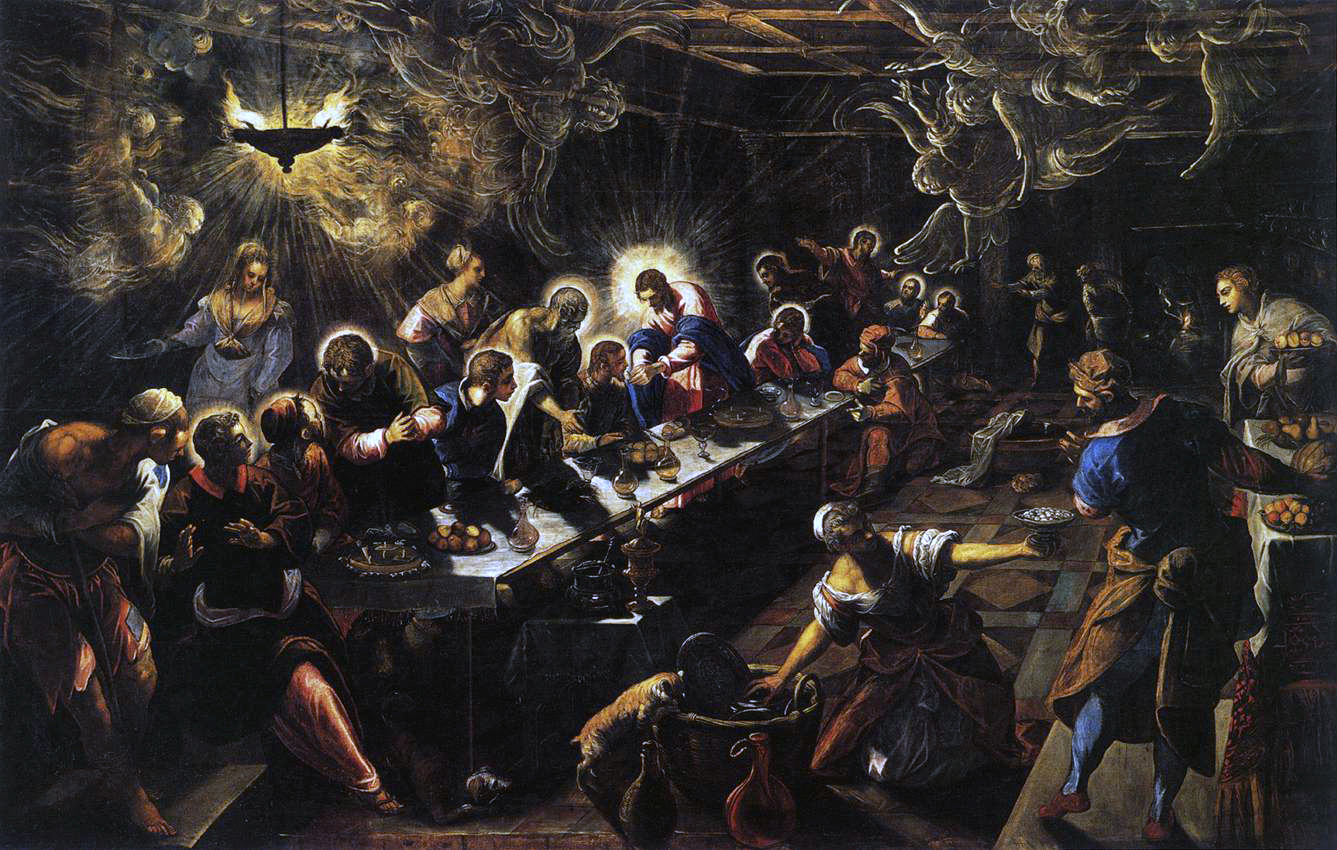
Tintoretto, Última Ceia, 1592–94
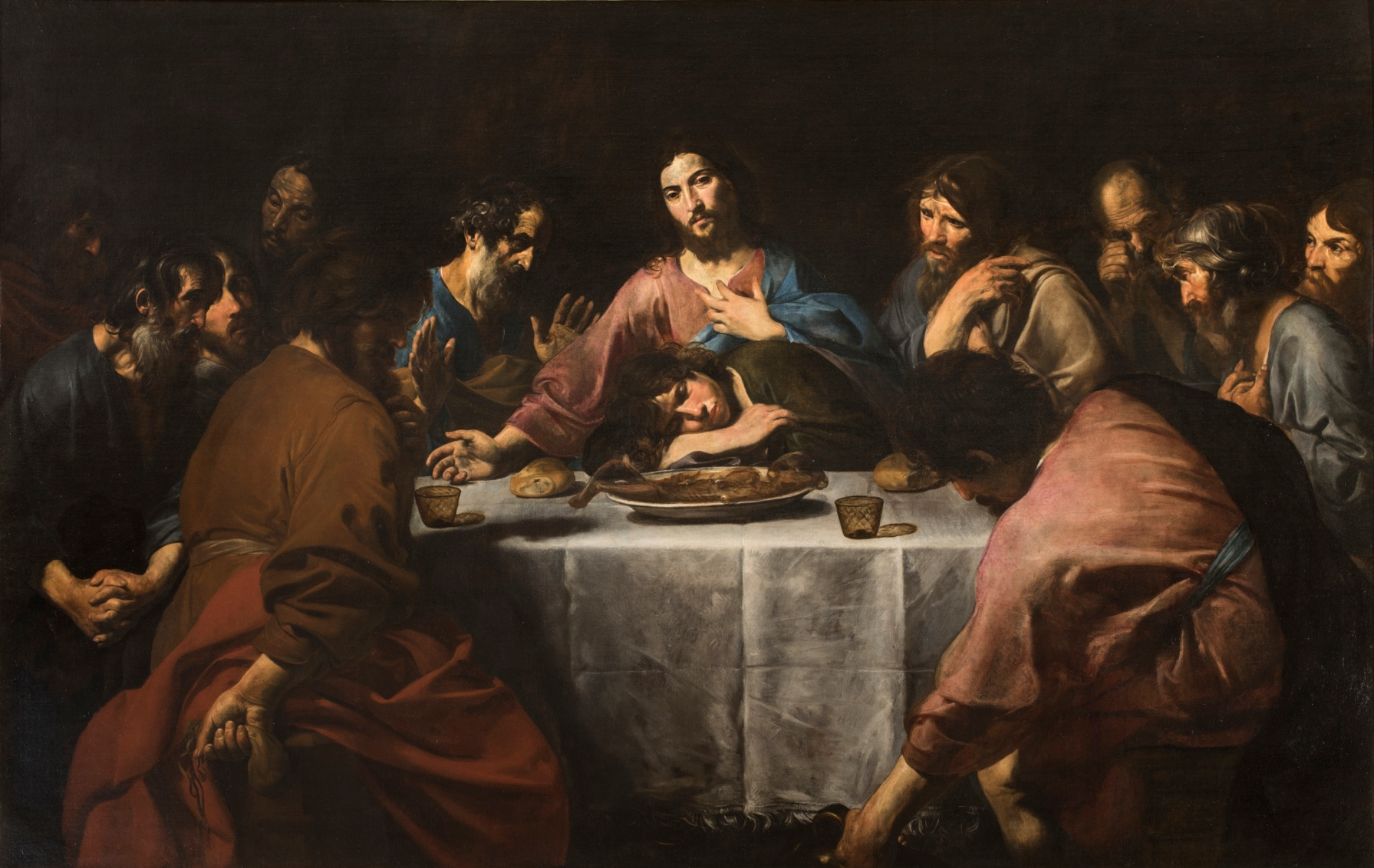
Valentin de Boulogne, 1625–26

### Lavagem dos pés e despedida
O lava-pés era um elemento de hospitalidade normalmente realizado por servos ou escravos, e uma marca de grande respeito se realizado pelo anfitrião. Ela está registrada no Evangelho de João (13:1–15), como precedendo a refeição, e posteriormente tornou-se uma característica da liturgia da Semana Santa e da hospitalidade monástica durante todo o ano em vários momentos e lugares, sendo regularmente realizada pelos imperadores bizantinos na Quinta-feira Santa, por exemplo, e às vezes fazendo parte das cerimônias da Maundy Real Inglesa realizadas pelo monarca. Por um tempo, fez parte da cerimônia de batismo em alguns lugares. [18] Aparece principalmente em ciclos da Paixão de Jesus, muitas vezes ao lado da refeição da Última Ceia e dado igual destaque, como nos chamados Canterbury Gospels do século VI e Saltério de Ingeborg do século XII, e também pode aparecer em ciclos da vida de São Pedro. Onde o espaço é limitado, apenas Jesus e Pedro podem ser mostrados, e muitas cenas mostram o espanto de Pedro, seguindo João.
O último episódio, bem menos comumente mostrado, é a despedida de Jesus aos seus discípulos, em que Judas Iscariotes não está mais presente, tendo deixado a ceia; é encontrada principalmente na pintura italiana de trecento. As representações aqui são geralmente melancólicas, enquanto Jesus prepara seus discípulos para sua partida.

Lavagem dos pés e despedida
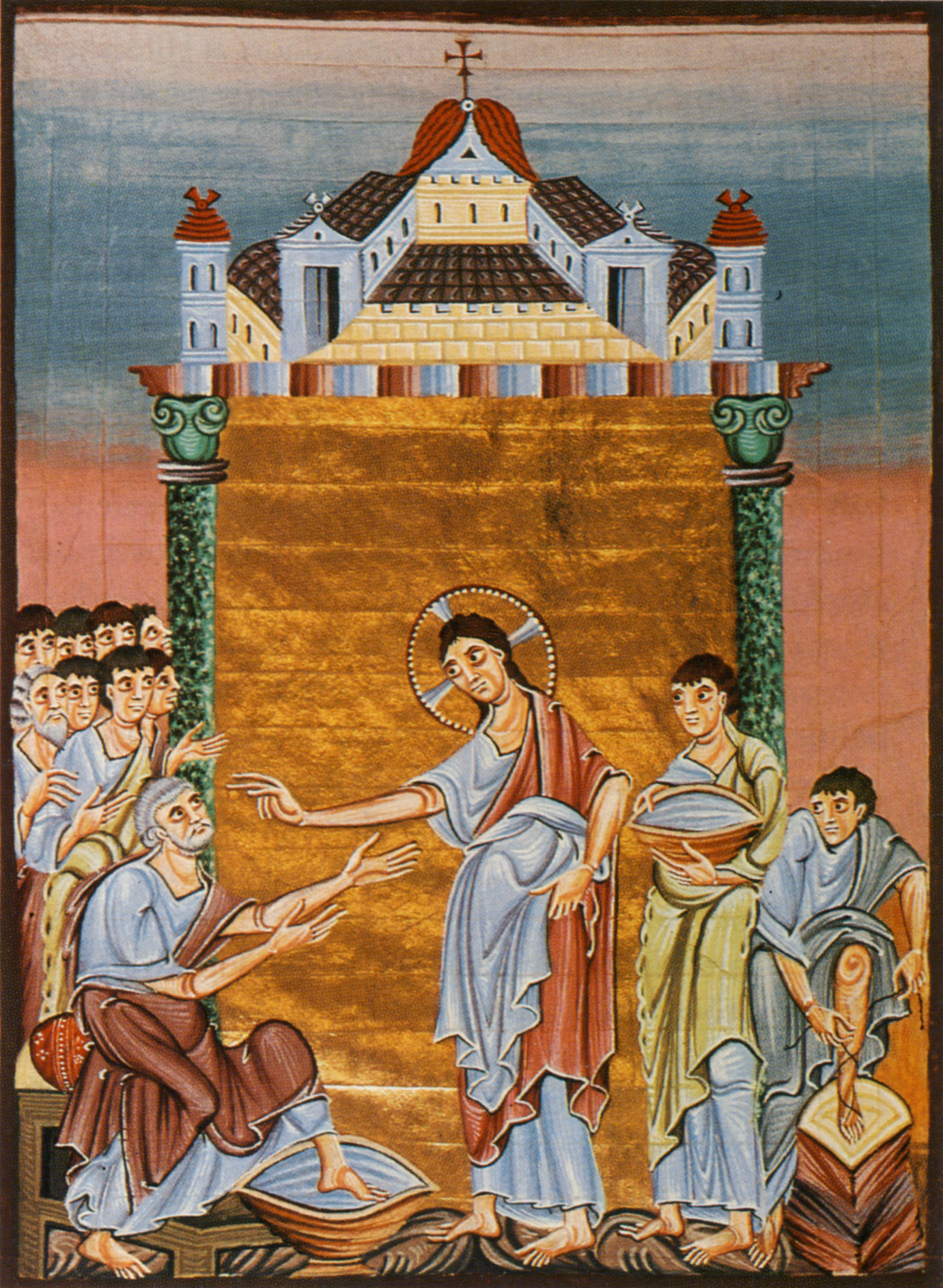
Cristo lavando os pés dos apóstolos Evengeliário de Otto III, século X
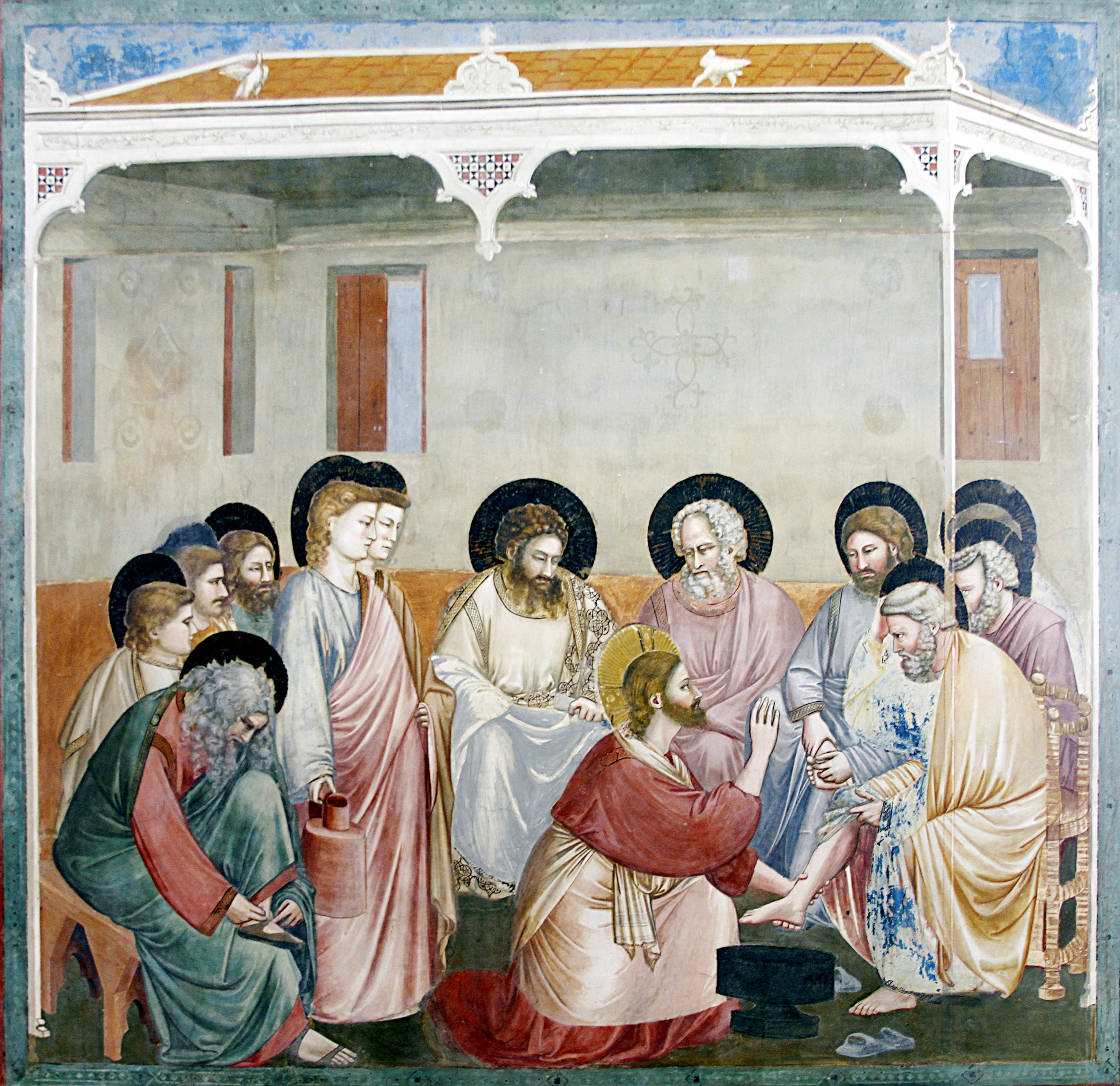
Cristo argumentando com Pedro , Giotto di Bondone (Cappella degli Scrovegni), c. 1304-6

## Principais Exemplos

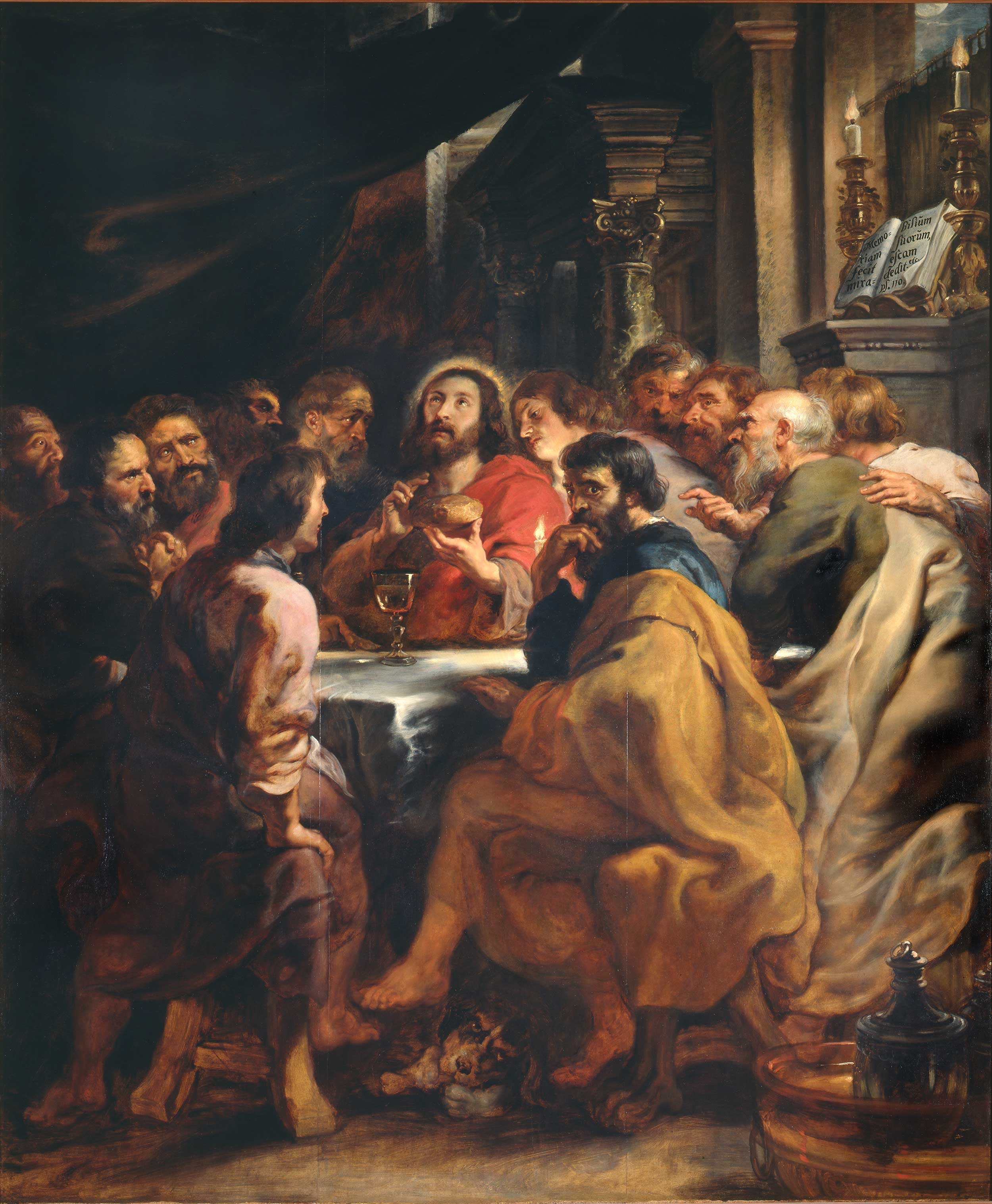
Peter Paul Rubens - Última Ceia

A Última Ceia de Pietro Perugino (c. 1490) em Florença mostra Judas sentado separadamente, e é considerada uma das melhores peças de Perugino. Está localizada no convento que abrigava nobres meninas florentinas. Após sua redescoberta foi inicialmente atribuída a Rafael.
A Última Ceia de Leonardo da Vinci (final da década de 1490), que é considerada a primeira obra de arte da Alta Renascença devido ao seu alto nível de harmonia, usa o primeiro tema. Leonardo equilibrou as emoções variadas dos apóstolos individuais quando Jesus afirmou que um deles o trairia, e retratou os vários atributos de raiva, surpresa e choque. É provável que Leonardo da Vinci já estivesse familiarizado com a Última Ceia de Ghirlandaio, bem como com a Última Ceia de Castagno, e pintou sua própria Última Ceia de uma forma mais dramática para contrastar com a quietude dessas obras, para que mais emoção fosse exibida.
A Última Ceia de Tintoretto (1590-1592) na Basílica de San Giorgio Maggiore, em Veneza, também retrata o anúncio da traição, e inclui personagens secundários carregando ou tirando os pratos da mesa.
Há figuras secundárias muito mais numerosas na enorme pintura agora chamada Banquete na Casa de Levi, de Veronese. Esta foi entregue em 1573 como uma Última Ceia aos dominicanos de Santi Giovanni e Paolo, Veneza para o seu refeitório, mas Veronese foi chamado perante a Inquisição para explicar por que continha "bufões, alemães bêbados, anões e outras escurrilidades semelhantes", bem como trajes e cenários extravagantes, no que é de fato uma versão fantasiosa de uma festa patrícia veneziana. Veronese foi informado de que ele deveria mudar sua pintura dentro de um período de três meses - na verdade, ele simplesmente mudou o título para o atual, ainda um episódio dos Evangelhos, mas um menos central doutrinariamente, e não foi dito mais.
O Retábulo de Wittenberg da igreja principal na casa de Martinho Lutero em Wittenberg é de Lucas Cranach, o Velho (com seu filho e oficina), com uma representação tradicional da Última Ceia no painel principal, exceto que o apóstolo tomando uma bebida derramada é um retrato de Lutero, e o servidor pode ser um de Cranach. Quando a pintura foi instalada, em 1547, Lutero estava morto. Outros painéis mostram os teólogos protestantes Philipp Melanchthon e Johannes Bugenhagen, pastor da igreja, embora não em cenas bíblicas. Outras figuras nos painéis são provavelmente retratos de figuras da cidade, agora não identificáveis. Outra obra, o Retábulo dos Reformadores em Dessau, de Lucas Cranach, o Jovem (1565, mostra todos os apóstolos, exceto Judas, como eclesiásticos protestantes ou nobreza, e agora é o jovem Cranach mostrado como o copeiro. No entanto, tais obras são raras, e as pinturas protestantes logo voltaram para representações mais tradicionais.
Na Última Ceia de Rubens, um cachorro com osso pode ser visto na cena, provavelmente um simples animal de estimação. Pode representar a fé, os cães são tradicionalmente símbolos e estão representando a fé. De acordo com J. Richard Judson, o cão perto de Judas, talvez representasse a ganância, ou representasse o mal, como o companheiro de Judas, como em no Evangelho de João (13:27).
O Sacramento da Última Ceia, representação de Salvador Dalí, combina os temas cristãos típicos com abordagens modernas do surrealismo e também inclui elementos geométricos de simetria e proporção poligonal.

## Galeria

Representações da Última Ceia na Arte Cristã
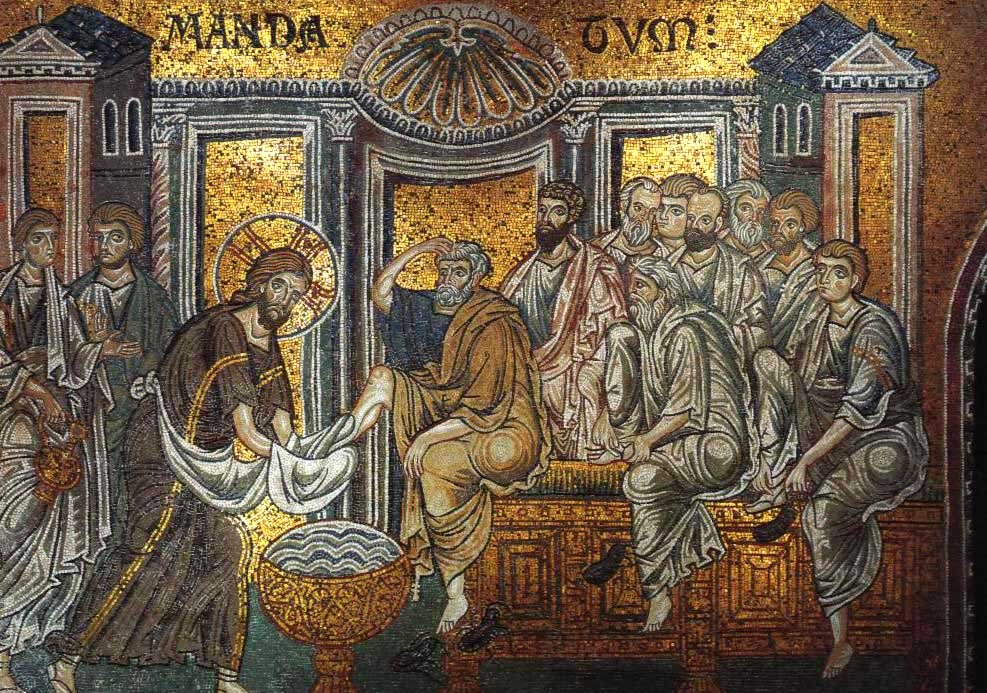
Mosaico bizantino do lava-pés na Catedral de Monreale
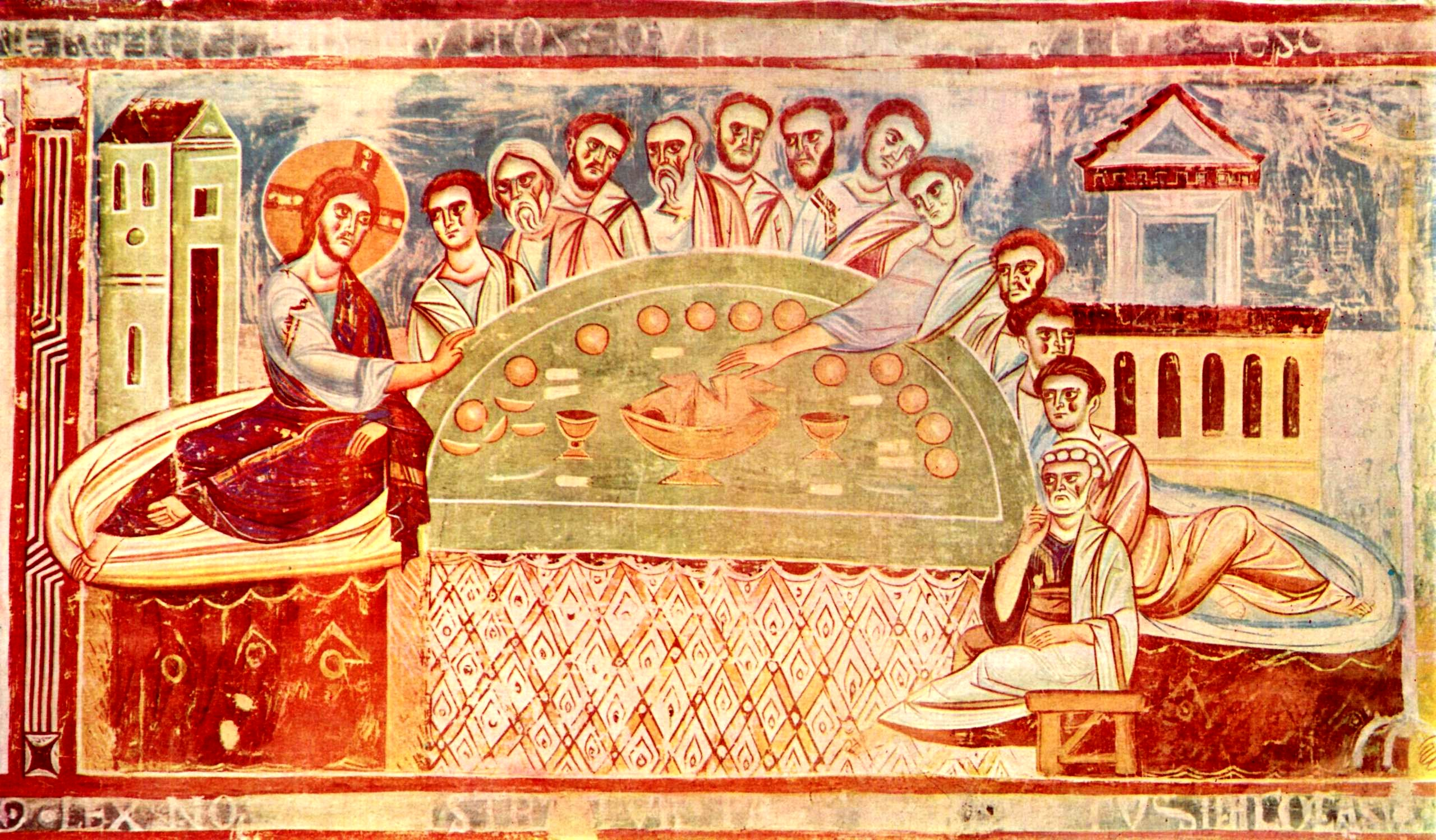
Judas busca o alimento; Escola de Monte Cassino, c. 1100, Sant'Angelo in Formis, Cápua.
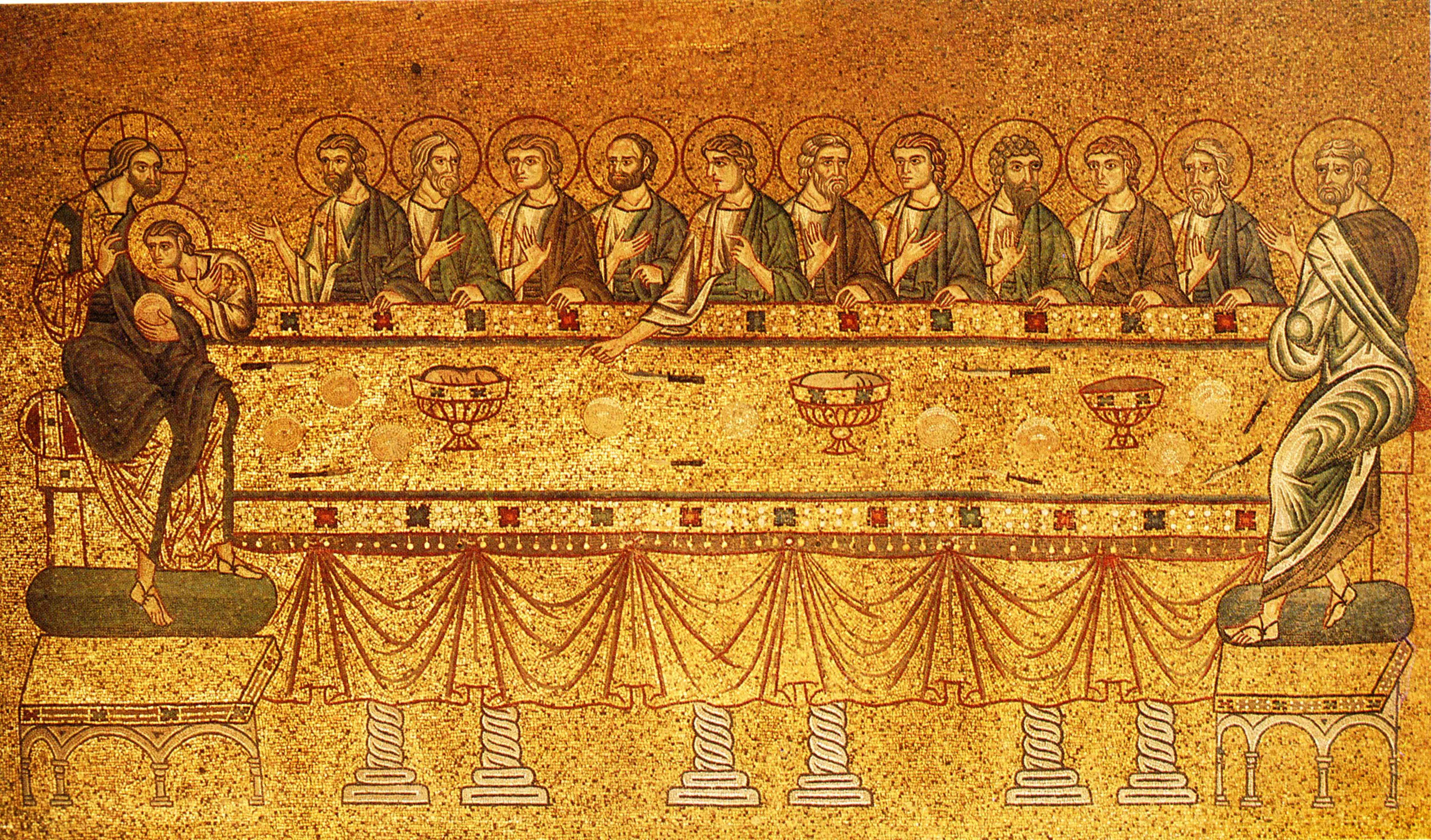
Basílica de São Marcos, Veneza, século XIII, Judas estendendo a mão
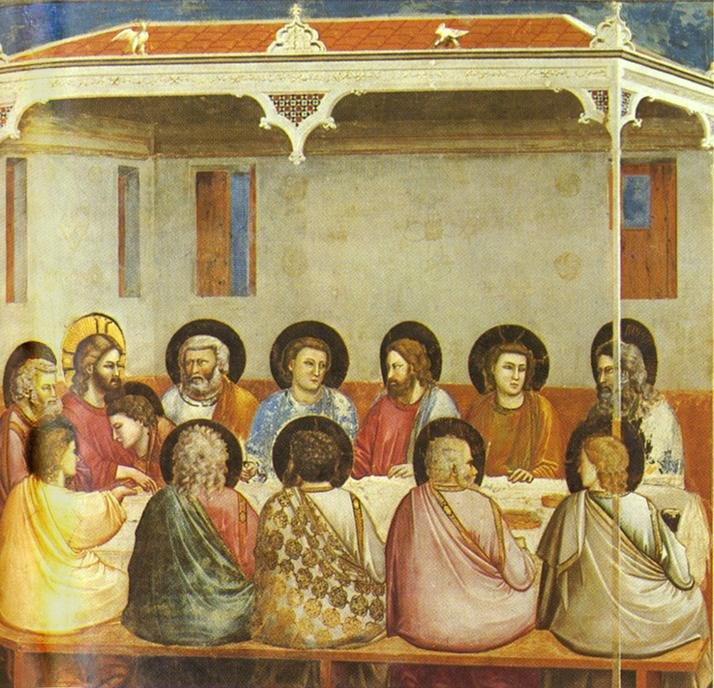
Giotto, Cappella degli Scrovegni, 1305, com halos planos; a visão de trás causa dificuldades, e a auréola de São João Evangelista tem que ser reduzida em tamanho.
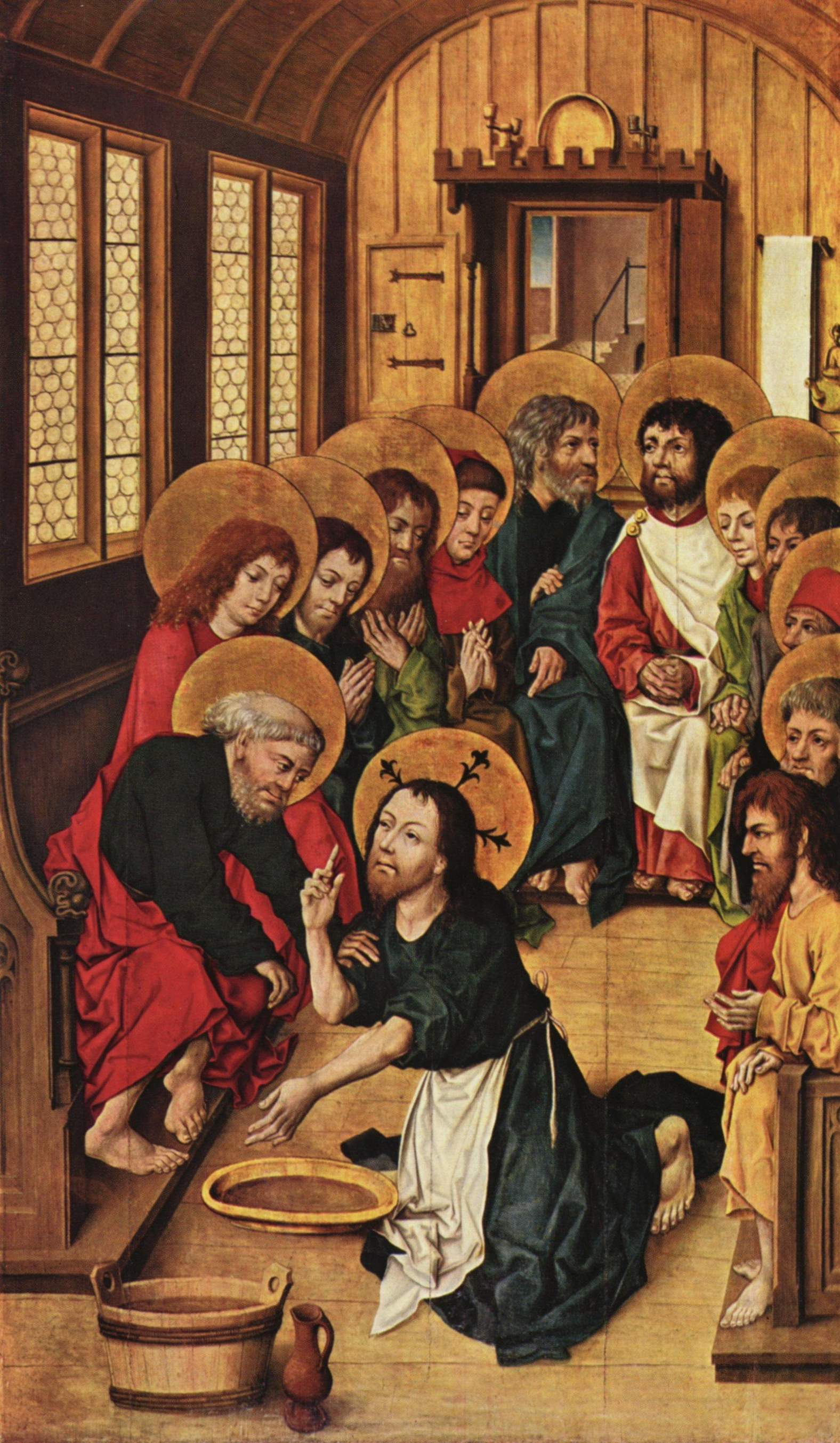
Cristo Lavando os Pés dos Apóstolos por Meister des Hausbuches, 1475; apenas Judas (perto da direita) não tem auréola.
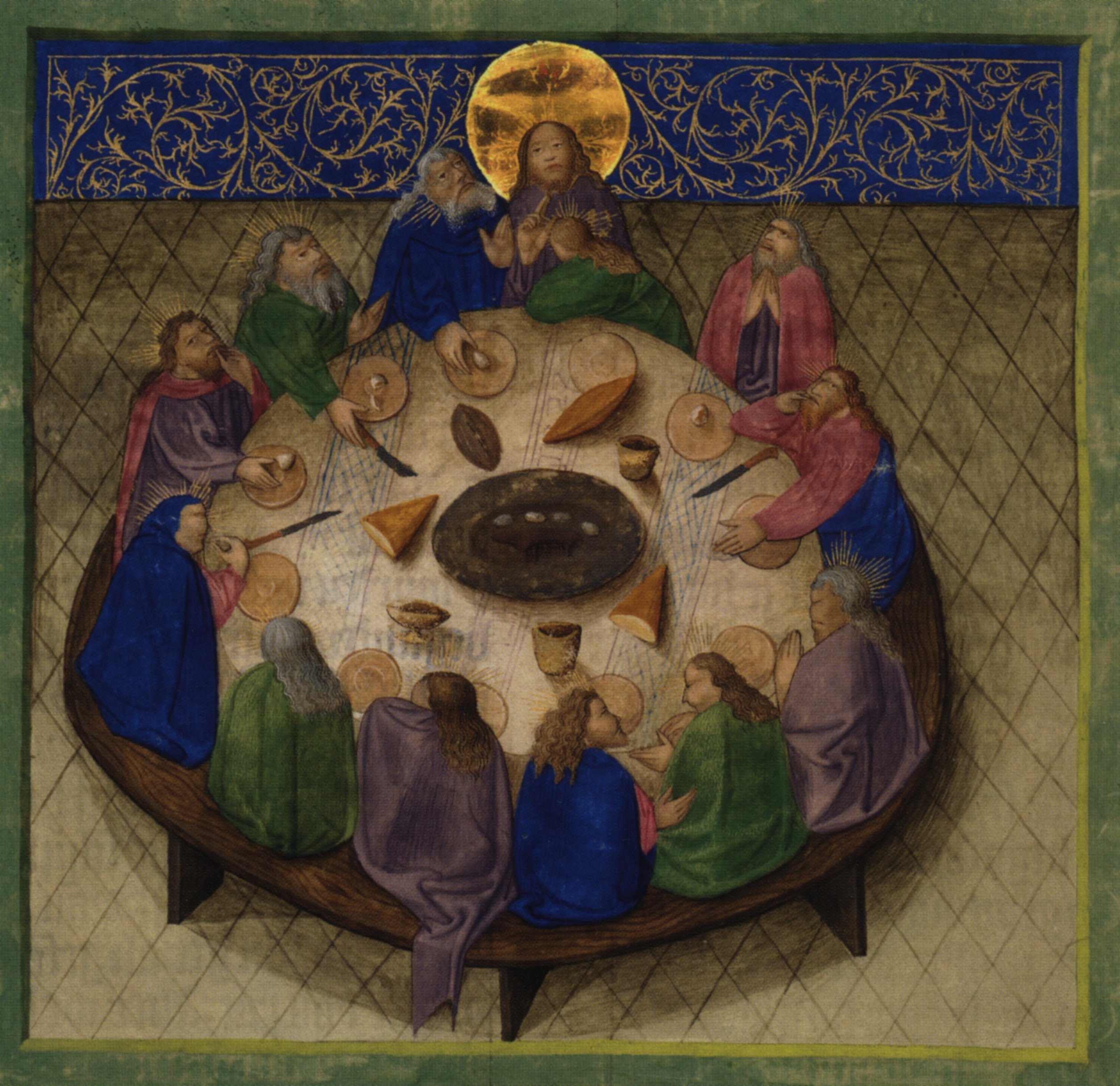
Ottheinrich Folio, p. 40v: Última Ceia, Mt 26:20–29
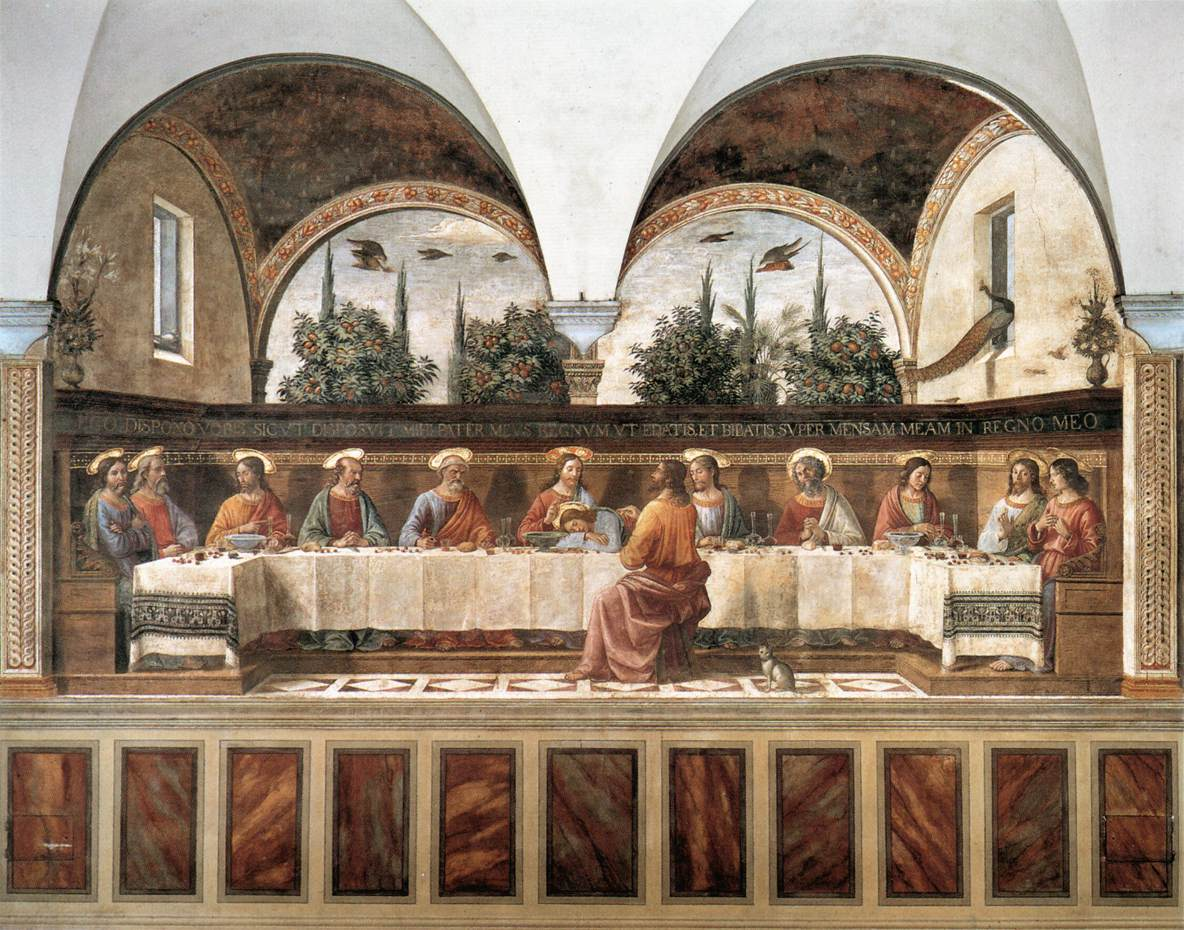
A Última Ceia por Domenico Ghirlandaio, 1480
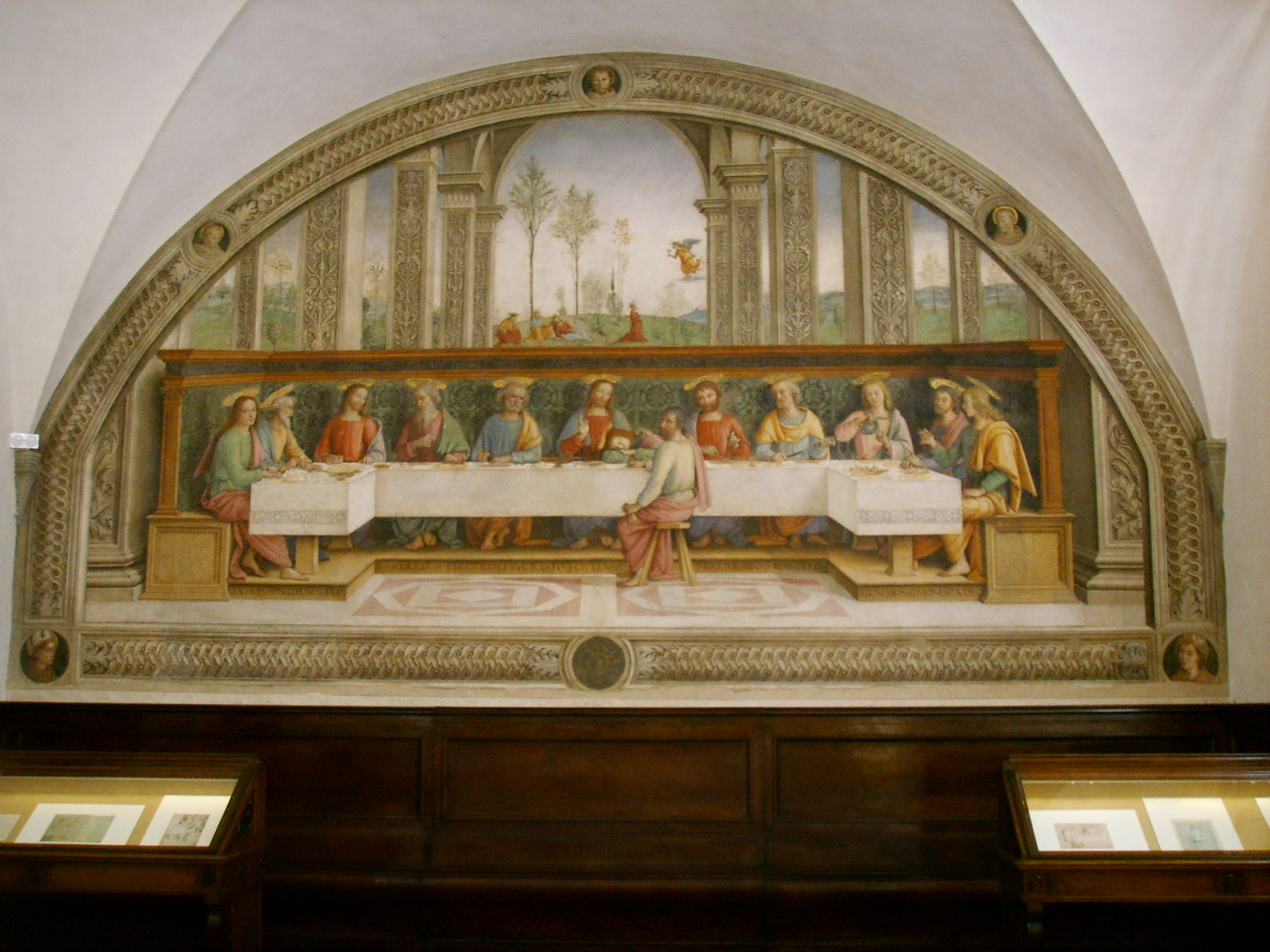
A Última Ceia por Pietro Perugino, 1493–1496
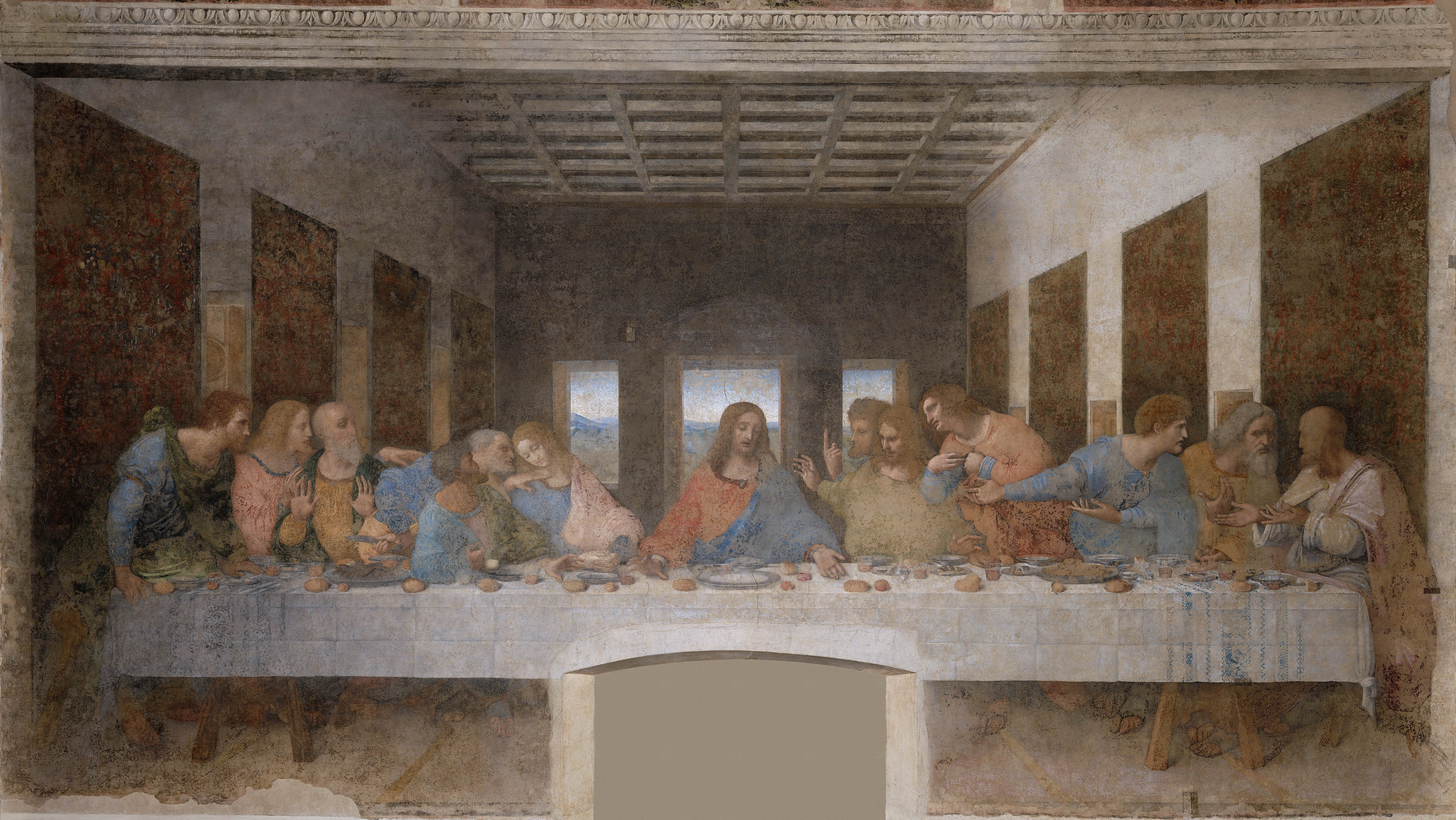
Leonardo da Vinci A Última Ceia, 1498
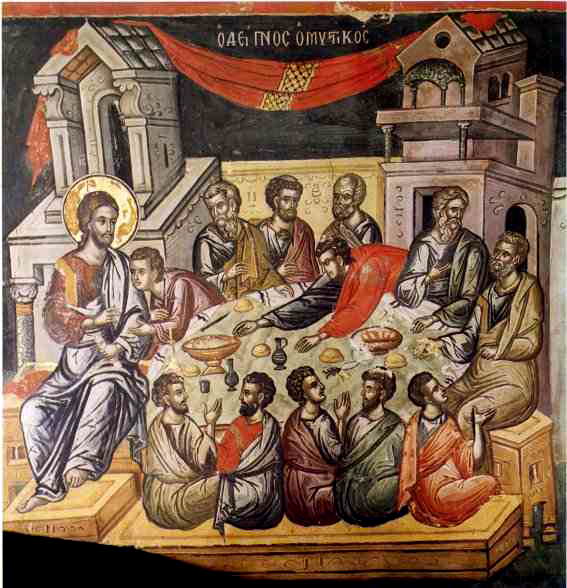
Judas busca o alimento; Teófanes, o Cretense, século XVI